# 开福寺 (阳城)
35°28′50″N 112°25′27″E / 35.48056°N 112.42417°E
开福寺位于中国山西省阳城县阳城实验小学院内，2006年被列为第六批全国重点文物保护单位。
开福寺原称文殊寺，北魏移至现址，金大定年间改称福严寺，元至正初年改称开福寺。现存献殿、大雄宝殿和戏台，其中献殿为金代遗构，大雄宝殿为元代建筑，戏台为明代建筑。献殿面阔三间，进深六椽，单檐歇山顶，斗栱为五铺作单抄单下昂，梁架结构为四椽栿对后乳栿用三柱。大雄宝殿面阔五间，进深六椽，单檐悬山顶。戏台面阔三间，进深五椽，单檐悬山顶。